# Чагар-Черік
Чагар-Черік (перс. چهارچريك) — село в Ірані, у дегестані Заліян, у бахші Заліян, шагрестані Шазанд остану Марказі. За даними перепису 2006 року, його населення становило 288 осіб, що проживали у складі 81 сім'ї.

## Клімат
Середня річна температура становить 10,02°C, середня максимальна – 29,18°C, а середня мінімальна – -12,56°C. Середня річна кількість опадів – 288 мм.
| Клімат поселення                              | Клімат поселення | Клімат поселення | Клімат поселення | Клімат поселення | Клімат поселення | Клімат поселення | Клімат поселення | Клімат поселення | Клімат поселення | Клімат поселення | Клімат поселення | Клімат поселення | Клімат поселення |
| Показник                                      | Січ.             | Лют.             | Бер.             | Квіт.            | Трав.            | Черв.            | Лип.             | Серп.            | Вер.             | Жовт.            | Лист.            | Груд.            |                  |
| Середній максимум, °C                         | 4,66             | 6,77             | 10,46            | 17,32            | 22,56            | 27,41            | 28,97            | 29,18            | 24,17            | 17,91            | 11,34            | 6,10             |                  |
| Середня температура, °C                       | −3,94            | −1,82            | 1,85             | 8,71             | 13,98            | 18,81            | 23,11            | 23,35            | 18,33            | 12,08            | 5,51             | 0,25             |                  |
| Середній мінімум, °C                          | −12,56           | −10,41           | −6,74            | 0,13             | 5,37             | 10,22            | 17,29            | 17,51            | 12,50            | 6,24             | −0,33            | −5,58            |                  |
| Норма опадів, мм                              | 44               | 39               | 53               | 39               | 34               | 7                | 1                | 1                | 1                | 6                | 25               | 38               |                  |
| Середньомісячна швидкість вітру, м/с          | 1.22             | 2.43             | 2.90             | 2.72             | 2.40             | 2.21             | 2.19             | 2.22             | 2.12             | 1.95             | 1.86             | 1.33             |                  |
| Середньомісячна сонячна радіація, кДж/м²·день | 9479             | 12490            | 15165            | 18422            | 22437            | 27068            | 26062            | 24162            | 21424            | 15979            | 11218            | 9181             |                  |
| --------------------------------------------- | ---------------- | ---------------- | ---------------- | ---------------- | ---------------- | ---------------- | ---------------- | ---------------- | ---------------- | ---------------- | ---------------- | ---------------- | ---------------- |
| Джерело:                                      |                  |                  |                  |                  |                  |                  |                  |                  |                  |                  |                  |                  |                  |